# Distretto di Guanyin
Il distretto di Guanyin (觀音區S, Guānyīn QūP) è un distretto della città di Taoyuan, situata a Taiwan.